# لوداكريس
لوداكريس (بالإنجليزية: Ludacris)‏ واسمه الكامل كريستوفر براين بريدجز هو مغني راب أمريكي ولد سنة 1977 في مدينة تشامبين الأمريكية.

## روابط خارجية
- لوداكريس على موقع IMDb (الإنجليزية)
- لوداكريس على موقع ميتاكريتيك (الإنجليزية)
- لوداكريس على موقع الموسوعة البريطانية (الإنجليزية)
- لوداكريس على موقع روتن توميتوز (الإنجليزية)
- لوداكريس على موقع ألو سيني (الفرنسية)
- لوداكريس على موقع ميوزك برينز (الإنجليزية)
- لوداكريس على موقع رولينغ ستون (الإنجليزية)
- لوداكريس على موقع أول موفي (الإنجليزية)
- لوداكريس على موقع بوكس أوفيس موجو (الإنجليزية)
- لوداكريس على موقع قاعدة بيانات الأفلام السويدية (السويدية)